# Tropische fiskaal
De tropische fiskaal (Laniarius major) is een zangvogel uit de familie Malaconotidae (bosklauwieren).

## Taxonomie
Deze soort staat op de IOC World Bird List als een aparte soort met een groot verspreidingsgebied waarbinnen vier ondersoorten worden onderscheiden:
- L. m. major: van Senegal en Gambia tot Liberia en oostelijk tot westelijk Kenia en noordelijk Zambia.
- L. m. ambiguus: oostelijk Kenia en noordoostelijk Tanzania.
- L. m. limpopoensis: zuidoostelijk Zimbabwe en noordelijk Zuid-Afrika.
- L. m. mossambicus: van Zambia en Malawi tot noordoostelijk Namibië, noordelijk Botswana, Zimbabwe en Mozambique.

## Status
BirdLife International houdt (nog) vast aan de oude indeling, waarbij L. major een ondersoort is van de Ethiopische fiskaal (L.aethiopicus major). Bijgevolg zijn dan de bovengenoemde ondersoorten ook ondersoorten van L. aethiopicus. De status niet bedreigd geldt dus voor de taxa L. aethiopicus en L. major.